# Eleições estaduais na Paraíba em 1970
As eleições estaduais na Paraíba em 1970 ocorreram em duas fases conforme previa o Ato Institucional Número Três e assim a eleição indireta do governador Ernani Sátiro e do vice-governador Clóvis Cavalcanti foi em 3 de outubro e a escolha dos senadores Milton Cabral e Domício Gondim, além de oito deputados federais e vinte e quatro estaduais aconteceu em 15 de novembro a partir de um receituário aplicado aos 22 estados e aos territórios federais do Amapá, Rondônia e Roraima.
Pela primeira vez desde Argemiro de Figueiredo em 1935 os paraibanos teriam um governador eleito pelo voto indireto graças ao Ato Institucional Número Três outorgado pelo Regime Militar de 1964 e tal escolha recaiu sobre o advogado Ernani Sátiro. Formado na Universidade Federal de Pernambuco em 1933 com especialização em Direito Penal, exerceu a profissão de jornalista no Diário de Pernambuco. Eleito deputado estadual na Paraíba em 1934 cumpriu o mandato até a decretação do Estado Novo. Fora da política dedicou-se à advocacia e às fazendas de sua propriedade em Patos, cidade onde nasceu até que uma reviravolta política o fez ser nomeado chefe de polícia pelo agora interventor Argemiro de Figueiredo que em 1940 o nomearia prefeito de João Pessoa, cargo que Ernani Sátiro exerceu por apenas dezoito dias quando o presidente Getúlio Vargas apontou Rui Carneiro para ocupar o Palácio da Redenção. Eleito deputado federal via UDN em 1945, 1950, 1954, 1958, 1962 e 1966, assinou a Constituição de 1946 e foi membro da ala partidária chamada Banda de Música e também o último presidente nacional da UDN por conta do bipartidarismo imposto pelo Ato Institucional Número Dois em 1965. Renunciou ao mandato parlamentar em 1969 a fim de assumir uma cadeira no Superior Tribunal Militar e em 1970 chegou ao governo da Paraíba via ARENA após escolha do presidente Emílio Garrastazu Médici.
O vice-governador eleito foi o médico Clóvis Cavalcanti. Natural de Bananeiras, se formou em 1935 na Universidade Federal de Pernambuco e foi chefe do posto de saúde em sua cidade natal e comandou interinamente o Serviço de Endemias Rurais da Paraíba. Filiado à UDN, foi nomeado prefeito de Bananeiras em 1945 pelo interventor Severino Montenegro. Eleito deputado estadual em 1947, 1950, 1954, 1958, 1962 e 1966, exerceu a presidência estadual da UDN, da ARENA e da Assembleia Legislativa da Paraíba sendo escolhido vice-governador na chapa de Ernani Sátiro em 1970.

## Resultado da eleição para governador
Eleição realizada pela Assembleia Legislativa da Paraíba na qual os deputados de oposição se abstiveram.
| Candidatos a governador do estado | Candidatos a vice-governador | Número | Coligação             | Votação | Percentual |
| --------------------------------- | ---------------------------- | ------ | --------------------- | ------- | ---------- |
| Ernani Sátiro ARENA               | Clóvis Cavalcanti ARENA      | -      | ARENA (sem coligação) | 19      | 100%       |

## Biografia dos senadores eleitos

### Milton Cabral
Diplomado em Engenharia Civil pela Universidade Mackenzie em 1947, Milton Cabral foi diretor do Rotary Clube e sócio-fundador do Clube de Engenharia em Campina Grande. Assumiu a presidência da Federação das Indústrias do Estado da Paraíba em 1950 e a vice-presidência da Confederação Nacional da Indústria em 1953. Natural de Umbuzeiro e filho de Severino Cabral, foi eleito deputado federal via PTB em 1962, ingressou na ARENA e obteve uma suplência em 1966, contudo a renúncia de Ernani Sátiro para ocupar uma vaga no Superior Tribunal Militar a convite do presidente Costa e Silva o efetivou como deputado até que em 1970 foi eleito senador.

### Domício Gondim
Também engenheiro civil, Domício Gondim nasceu em Areia formou-se na New York University e é administrador de voo graduado no Spartan College of Aeronautics and Technology em Tulsa, Oklahoma. Seu retorno ao Brasil ocorreu em 1958 quando obteve uma suplência de deputado federal pelo PSD. Sobrinho de Pedro Gondim, elegeu-se suplente de senador pelo PDC em 1962 sendo efetivado após a eleição de João Agripino ao governo paraibano em 1965. No ano seguinte se filiaria à ARENA e foi reeleito senador em 1970. Presidente da Companhia Mercantil e Industrial Ingá, faleceu no exercício do mandato e nisso a vaga ficou em aberto, pois seu suplente, José Medeiros Vieira, morrera em 1973.

## Resultado da eleição para senador
Dados fornecidos pelo Tribunal Superior Eleitoral contabilizam 833.719 votos nominais, 92.092 votos em branco (9,67%) e 26.327 votos nulos (2,77%) resultando no comparecimento de 952.138 eleitores.
| Candidatos a senador da República | Candidatos a suplente de senador | Número | Coligação             | Votação | Percentual |
| --------------------------------- | -------------------------------- | ------ | --------------------- | ------- | ---------- |
| Milton Cabral ARENA               | Flaviano Ribeiro ARENA           | -      | ARENA (sem coligação) | 236.462 | 28,36%     |
| Domício Gondim ARENA              | José Medeiros Vieira ARENA       | -      | ARENA (sem coligação) | 236.080 | 28,32%     |
| Humberto Lucena MDB               | José Gadelha MDB                 | -      | MDB (sem coligação)   | 185.332 | 22,23%     |
| Argemiro de Figueiredo MDB        | Orlando Cavalcanti Melo MDB      | -      | MDB (sem coligação)   | 175.845 | 21,09%     |

## Deputados federais eleitos
São relacionados os candidatos eleitos com informações complementares da Câmara dos Deputados. Foram apurados 382.753 votos válidos (80,40%), 66.280 votos em branco (13,92%) e 27.036 votos nulos (5,68%) resultando no comparecimento de 476.069 eleitores.

Representação eleita
  ARENA: 5
  MDB: 3

| Deputados federais eleitos | Partido | Votação | Percentual | Cidade onde nasceu   | Unidade federativa |
| Antônio Mariz              | ARENA   | 59.434  | 13,24%     | João Pessoa          | Paraíba            |
| Álvaro Gaudêncio           | ARENA   | 44.893  | 9,99%      | São João do Cariri   | Paraíba            |
| Marcondes Gadelha          | MDB     | 43.532  | 9,69%      | Sousa                | Paraíba            |
| Wilson Braga               | ARENA   | 43.055  | 9,59%      | Conceição            | Paraíba            |
| Teotônio Neto              | ARENA   | 34.147  | 7,60%      | Santana dos Garrotes | Paraíba            |
| Janduhy Carneiro           | MDB     | 33.240  | 7,40%      | Pombal               | Paraíba            |
| Cláudio Leite              | ARENA   | 29.660  | 6,61%      | João Pessoa          | Paraíba            |
| Petrônio Figueiredo        | MDB     | 23.716  | 5,28%      | Campina Grande       | Paraíba            |

## Deputados estaduais eleitos
Na disputa pelas 24 vagas da Assembleia Legislativa da Paraíba a ARENA conquistou quinze cadeiras e o MDB nove.

Representação eleita
  ARENA: 15
  MDB: 9

| Deputados estaduais eleitos | Partido | Votação | Percentual | Cidade onde nasceu     | Unidade federativa |
| Múcio Wanderley Sátyro      | ARENA   | 22.633  | 2,71%      | Patos                  | Paraíba            |
| Edme Tavares                | ARENA   | 13.505  | 1,61%      | Cajazeiras             | Paraíba            |
| Jonas Leite Chaves          | ARENA   | 12.899  | 1,54%      | Itaporanga             | Paraíba            |
| José Lacerda Neto           | ARENA   | 12.280  | 1,47%      | São José de Piranhas   | Paraíba            |
| Inácio Morais               | ARENA   | 11.677  | 1,40%      | Santa Luzia            | Paraíba            |
| Eilzo Nogueira Matos        | ARENA   | 11.260  | 1,35%      | Sousa                  | Paraíba            |
| Edivaldo Motta              | ARENA   | 11.144  | 1,33%      | Patos                  | Paraíba            |
| Orlando Almeida             | MDB     | 10.628  | 1,27%      | Campina Grande         | Paraíba            |
| Francisco de Assis Camelo   | ARENA   | 10.371  | 1,24%      | Bayeux                 | Paraíba            |
| Américo Maia                | ARENA   | 9.831   | 1,17%      | Catolé do Rocha        | Paraíba            |
| Zé Gayoso                   | MDB     | 9.529   | 1,14%      | Patos                  | Paraíba            |
| Chico Vieira                | ARENA   | 9.439   | 1,13%      | Lagoa                  | Paraíba            |
| Inácio Pedrosa Sobrinho     | MDB     | 9.373   | 1,12%      | Cruz do Espírito Santo | Paraíba            |
| Ananias Pordeus Gadelha     | MDB     | 9.282   | 1,11%      | Cajazeiras             | Paraíba            |
| Waldir Lyra dos Santos Lima | ARENA   | 8.575   | 1,02%      | Solânea                | Paraíba            |
| Egídio Madruga              | ARENA   | 8.552   | 1,02%      | Pedras de Fogo         | Paraíba            |
| Laércio Pires de Souza      | MDB     | 8.383   | 1,00%      | Sousa                  | Paraíba            |
| Luiz Ferreira Barros        | ARENA   | 8.099   | 0,97%      | Cabedelo               | Paraíba            |
| Zé Lira                     | MDB     | 7.684   | 0,92%      | Teixeira               | Paraíba            |
| José Fernandes de Lima      | MDB     | 7.629   | 0,91%      | Mamanguape             | Paraíba            |
| Rui de Andrade Gouveia      | MDB     | 7.576   | 0,90%      | João Pessoa            | Paraíba            |
| Jáder Pimentel              | ARENA   | 7.263   | 0,87%      | João Pessoa            | Paraíba            |
| Euvaldo da Silva Brito      | ARENA   | 7.045   | 0,84%      | João Pessoa            | Paraíba            |
| Sebastião Calixto de Araújo | MDB     | 6.877   | 0,82%      | Cajazeiras             | Paraíba            |